# Владимир Даскалов
Владимир Николов Даскалов е български офицер, генерал-майор.

## Биография
Владимир Даскалов е роден на 25 декември 1869 във Варна в семейството на самоковеца Никола Георгиев Даскалов и Киреки хаджи Димиева. Брат му е кап. Георги Даскалов, имат и 3 сестри – Иванка, Мария и Антоанета. Завършва гимназия в София.
През 1889 г. завършва Военното на Негово Княжеско Височество училище, на 18 май е произведен в чин подпоручик и зачислен в 6-и пехотен търновски полк. През 1893 г. е произведен в чин поручик, а от 1900 г. е ротмистър. През същата година като ротмистър от Лейбгвардейския ескадрон е командирован за обучение в Офицерската кавалерийска школа в Санкт Петербург, Русия, която завършва същата година.
Известно време е в първи конен полк и на стаж в улановския полк в Харков. На 2 август 1905 г. е произведен в чин майор, а през 1909 г. е назначен за командир на ескадрон в Лейбгвардейския конен полк. От 1911 г. е в свитата на цар Фердинанд. От октомври до ноември 1912 г. изпълнява длъжността командир на Лейбгвардейския конен полк. На 18 май 1913 г. е произведен в чин подполковник. В периода 23 септември 1913 – 8 декември 1916 г. е командир на 10-и конен полк, като междувременно на 30 май 1916 г. е произведен в чин полковник. На 27 септември 1916 г. е назначен за командир на 3-та конна бригада. От 1920 г. излиза в запас. От 1925 до 1939 г. е председател на дружеството на запасните офицери „Бунар-Хисар“, както и на Федерацията на запасните офицери и подофицери. Между 1925 и 1928 г. е общински съветник в Търново. В периода 1928 – 1932 г. е кмет на града. На 31 декември 1935 г. е произведен в чин генерал-майор.

## Семейство
Генерал-майор Владимир Даскалов е женен и има три дъщери - Недялка, близначките Живка и Здравка.

## Награди
- Военен орден „За храброст“ III и IV степен, 2 клас
- Княжески орден „Свети Александър“ IV степен с мечове по средата
- Орден „За заслуга“ на обикновена лента.
- Орден „Железен кръст“ 1 и 2-ри клас
- Австрийски орден за храброст II степен

## Военни звания
- Подпоручик (18 май 1889)
- Поручик (1893)
- Ротмистър (1900)
- Майор (2 август 1905)
- Подполковник (18 май 1913)
- Полковник (30 май 1916)
- Генерал-майор (31 декември 1935)